# David Julian Hirsh
Pour les articles homonymes, voir Hirsh.
David Julian Hirsh est un acteur et producteur canadien né  le 26 octobre 1973 à Montréal (Canada).

## Filmographie

### Comme acteur

#### Cinéma
- 2001 : Blue Hill Avenue : Lloyd
- 2001 : OHM : Jeremy
- 2002 : Confessions d'un homme dangereux (Confessions of a Dangerous Mind) : Freddie Cannon
- 2004 : Noël : Barton
- 2006 : The Roommate (court-métrage) : Tom
- 2007 : Urban Trenches (court-métrage) : Travis White
- 2009 : The Trotsky : Eli Bronstein
- 2011 : The Chicago 8 : Tom Hayden

#### Télévision

##### Séries télévisées
- 1998 : La Femme Nikita (saison 2, épisode 5) : Kronen
- 2000 : Destins croisés (saison 2, épisode 3) : Zeke
- 2001 : Leap Years : Josh Adler
- 2001 : Largo Winch (saison 1, épisode 1) : Danny Valance
- 2002 : Just Cause (saison 1, épisode 8) : Jason
- 2003 : Dead Zone (saison 2, épisode 4) : Thomas Berke
- 2004-2006 : Les Leçons de Josh : Josh Gould
- 2005 : Les Experts : Manhattan (saison 2, épisodes 1 à 3) : Zack Shannon
- 2007 : St. Urbain's Horseman (mini-série) : Jake
- 2007 : Lovebites : Max
- 2007 : The Game (saison 2, épisode 10) : Aaron Lev Levinson
- 2008 : Cold Case : Affaires classées (saison 6, épisode 2) : Kenneth Yates, en 1991
- 2009-2011 : Hawthorne : Infirmière en chef : Ray Stein
- 2010 : Ghost Whisperer (saison 5, épisode 14) : Brian Clark
- 2010 : Les Experts (saison 11, épisode 4) : Jason Jones
- 2012 : House of Lies (saison 1, épisode 11) : Aaron Matthews
- 2012 : Touch (saison 1, épisode 6) : Will Davies
- 2012 : Weeds (saison 8) : Rabbin David Bloom
- 2012 : Flashpoint (saison 5, épisode 2) : Docteur Jason Alston
- 2013 : Motive (saison 1, épisode 6) : Eric Chase
- 2021 : Jupiter's Legacy : Richard Conrad / Blue Bolt

##### Téléfilms
- 2002 : Zero Effect : Jeff Winslow
- 2003 : Coast to Coast : Benjamin Pierce
- 2005 : Crazy : Max
- 2005 : Sombre Zombie : Jon Peter
- 2007 : The Roommate : Tom
- 2013 : Maternité à risque (The Surrogacy Trap) : Mitch Bennet
- 2013 : Twist of Faith : Jacob Fisher
- 2017 : Coup de foudre à Paris (Love Locks) de Martin Wood : Jean-Paul

### Comme producteur
- 2004 : Making Time Square (documentaire)
- 2004 : Camp Hollywood (documentaire TV)

### Comme scénariste
- 2004 : Camp Hollywood (documentaire TV)